# Monterey Bay Football Club
Il Monterey Bay Football Club è una società calcistica statunitense con sede a Monterey, in California, e che disputa le proprie partite interne presso il Cardinale Stadium, impianto da 6.000 posti a sedere situato del comune di Seaside.
Dal 2022 milita nella USL Championship, campionato professionistico di secondo livello.

## Storia
Il club è tecnicamente la prosecuzione ufficiale della franchigia USL del Fresno FC, società di proprietà dell'attuale proprietario del Monterey Bay Ray Beshoff che ha cessato le attività a seguito della stagione 2019 di USL Championship dopo non essere riuscito ad assicurarsi il permesso per la costruzione di un nuovo stadio in città. A causa di ciò, Beshoff ha mantenuto i diritti di franchigia e cercato soluzioni in altre località della California dove poter gestire in un modo economicamente sostenibile la propria squadra di calcio.
Il 1º febbraio 2021 la USL rivelò l'ingresso nella lega da parte del Monterey Bay, il quale rivelò il suo stemma e i suoi colori sociali il 16 luglio seguente. Il 22 aprile seguente la squadra rivelò il nome del suo allenatore, Frank Yallop, che aveva già lavorato per Beshoff al Fresno FC con il ruolo di direttore sportivo. Il primo ingaggio di un giocatore fu annunciato il 22 dicembre 2021: trattasi di Walmer Martinez, il quale tornò così a giocare nello stadio in cui aveva già giocato ai tempi del college.

## Stadio
Il club disputa le proprie partite casalinghe presso il Cardinale Stadium presso il campus della California State University. Al fine di accogliere al meglio la squadra di calcio, l'impianto è stato sottoposto a dei lavori di adeguamento, iniziati il 16 settembre 2021, finanziati da fondi privati che ne hanno ampliato la capienza fino agli attuali 6.000 posti. Lo stadio deve l'attuale denominazione all'accordo di sponsorizzazione con il Cardinale Automotive Group.